# Hadrian
Hadrian, Publiusz Eliusz Hadrian (Publius Aelius Hadrianus; ur. 24 stycznia 76 w Itálice, zm. 10 lipca 138 w Bajach) – cesarz rzymski od 11 sierpnia 117 do swojej śmierci. Pośmiertnie zaliczony w poczet bogów.

## Życiorys
Syn Publiusa Aeliusa Hadrianusa Afera i Domicji Pauliny. W wieku 10 lat stracił ojca i znalazł się pod opieką późniejszego cesarza Trajana. W 100 roku ożenił się z Vibią Sabiną (która miała wówczas 12 lat) – wnuczką siostry cesarza.
Pełnił wiele funkcji publicznych. Był jednym z decemwirów, trybunem drugiego legionu, kwestorem w roku 101, trybunem ludowym w roku 105, pretorem około roku 106, konsulem w latach 108 i 109 lub 110, legatem w czasie wyprawy przeciw Partom, dowódcą Legio I Minervia, legatem Syrii oraz legatem pretora do Dolnej Panonii.

### Jako cesarz
Po śmierci Trajana, Hadrian w wieku 41 lat został cesarzem rzymskim. Wiadomość o tym zastała go 11 sierpnia, gdy przebywał w Antiochii. W roku 118 zawitał do Rzymu, gdzie pozostał przez 3 lata. W 121 roku udał się do Galii. Zajął się umacnianiem fortyfikacji. W roku 122 znalazł się w Brytanii, gdzie zlecił budowę umocnień limesowych – Wału Hadriana. Zreformował system podatkowy, złagodził prawa dotyczące niewolników. Zlecił Salwiuszowi Julianowi wydanie instrukcji prawnych dla pretorów zwane edyktem wieczystym (edictum perpetuum). Głównym założeniem jego polityki zagranicznej była rezygnacja z dalszych podbojów i zabezpieczenie granic Imperium Romanum. Od 129 roku nazywany był: Hadrianos Sebastos Olympios. W okresie 132–135 stłumił powstanie w Judei, a nazwę stolicy – Jerozolima – zmienił na Colonia Aelia Capitolina. Usynowił Cejoniusza Kommodusa i Antoninusa Piusa, był trzecim z tzw. pięciu dobrych cesarzy. Pod koniec życia, mocno schorowany Hadrian (chorował między innymi na puchlinę wodną) zaczął podejmować kontrowersyjne decyzje, które głównie godziły w arystokrację. Po śmierci mimo to senat, z dość dużymi oporami, uchwalił jego deifikację.

### Jako mecenas

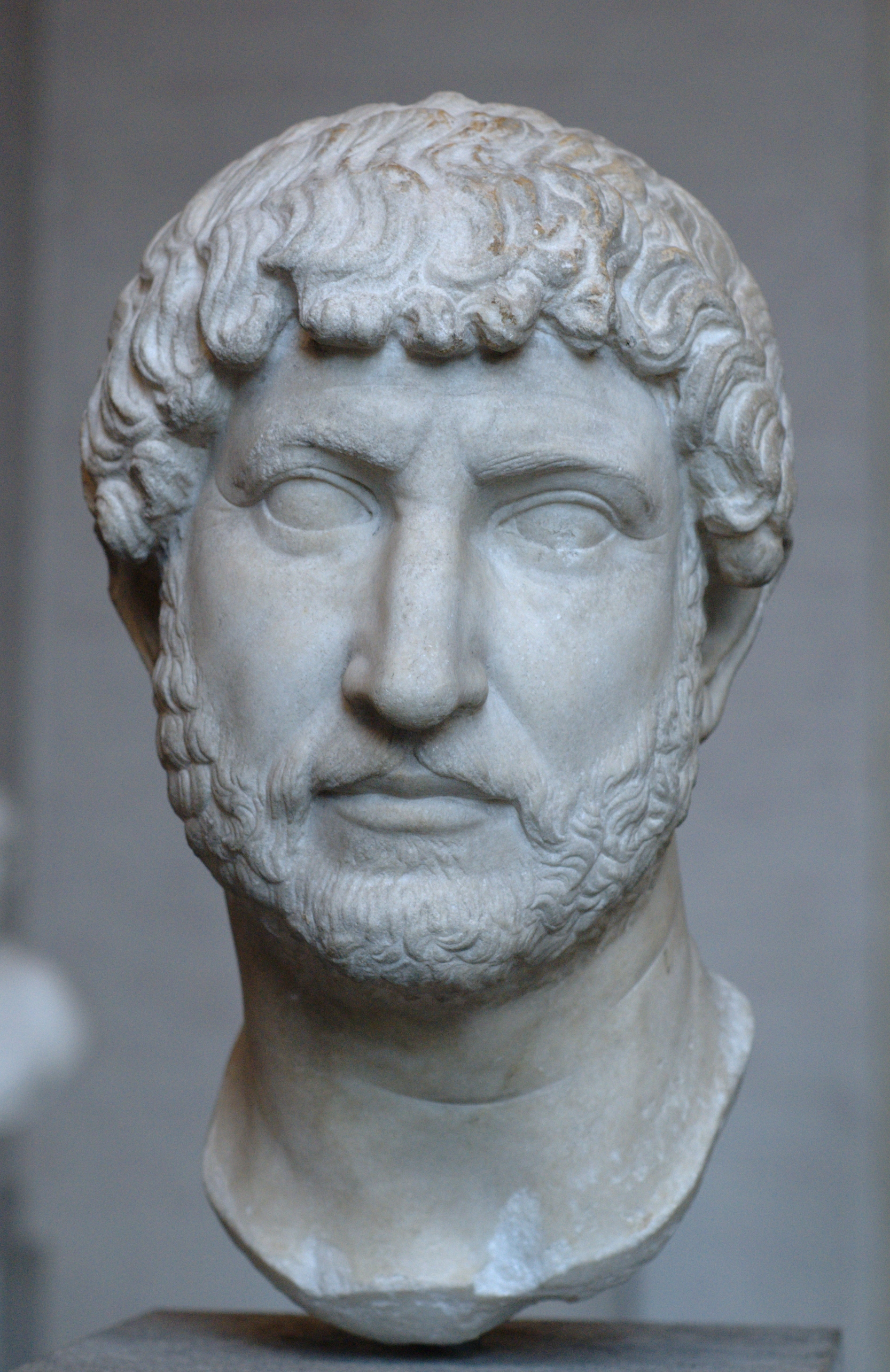
Hadrian (głowa portretowa z monachijskiej Gliptoteki)

Dał się poznać jako mecenas sztuki i nauki. Szczególną uwagą darzył kulturę grecką. Napisał niezachowane Ćwiczenia retoryczne różne (Meletai), był autorem wielu wierszy, mów, napisał autobiografię, rzeźbił oraz malował. Jeden z niewielu ocalałych wierszy jego autorstwa Animula vagula, blandula w polskim przekładzie brzmi:
Duszyczko moja, tkliwa i ruchliwa,
Gościu ty ciała mojego i druhno,
Co pójdziesz teraz w ostępy ciemności,
Twarde i nagie, i pełne bladości,
A żartów stroić już zwykłych nie będziesz
Budowle powstałe z inicjatywy Hadriana w Rzymie to między innymi monumentalny grobowiec imperatora i jego rodziny (znany obecnie jako Zamek św. Anioła), oraz świątynia Wenery i Romy przy Forum Romanum od strony Koloseum. Odbudował również zniszczony w pożarze w roku 80 Panteon. Z przekazu Appiana (Bellum civile II 14,86) wynika, że w trakcie swej podróży po Egipcie stał się pierwszym odkrywcą egipskich starożytności (polecił odkopać grobowiec) i konserwatorem tamtejszych zabytków.

### Inne biograficzne
Hadrian był również znany ze swojego homoseksualnego związku z przeszło 30 lat młodszym od niego Antinousem, młodym Grekiem, który towarzyszył cesarzowi w jego podróżach. Kiedy Antinous poniósł śmierć w Nilu, Hadrian przeprowadził jego deifikację. Kult Antinousa miał w społeczeństwie trwać kilka wieków.
Hadrian był również pierwszym rzymskim cesarzem, który nosił brodę. Ta moda miała przetrwać aż do panowania Konstantyna Wielkiego (306–337).
Od jego imienia nazwano ateński miesiąc Hadrianon (kalendarz starogrecki).